# Alexandra de Luxemburgo
Alexandra Josefina Teresa Carlota Maria Guilhermina (em francês: Alexandra Joséphine Teresa Charlotte Marie Wilhelmine; Luxemburgo, 16 de fevereiro de 1991) é uma princesa de Luxemburgo, quarta filha e única varoa do grão-duque Henrique de Luxemburgo e de sua esposa, a grã-duquesa Maria Teresa. 
A princesa Alexandra possui três irmãos mais velhos, Guilherme, Grão-duque Herdeiro de Luxemburgo (nascido em 1981), Félix (nascido em 1984) e Luís, e um irmão mais nov, Sebastião. 
Excluída da linha de sucessão ao trono luxemburguês desde o nascimento até 2011, quando a primogenitura absoluta foi adotada em relação aos descendentes do grão-duque Henrique, ela ocupa atualmente o oitavo (8º) lugar na linha de sucessão ao trono luxemburguês.

## Biografia

### Nascimento e batismo
A princesa Alexandra nasceu em 16 de fevereiro de 1991 na Maternidade Grã-Duquesa Charlotte, na cidade de Luxemburgo, no mesmo hospital onde nasceram os seus outros irmãos. Por nascimento ela tem o tratamento de Sua Alteza Real, Princesa de Luxemburgo, Princesa de Nassau e Princesa de Parma. 
Alexandra foi batizada no dia 23 de março de 1991 na Igreja Paroquial, em Fischbach. Mais tarde uma recepção no Castelo de Fischbach foi realizada.
Seus padrinhos foram o príncipe Miguel de Ligne, filho da princesa Alice de Luxemburgo e, portanto, primo de seu pai, e a arquiduquesa Maria-Anna Galitzine da Áustria.
Foi batizada com os seguintes nomes:
- Alexandra - Pois seus pais gostaram do nome e de seu significado;
- Josefina - Como uma homenagem a sua avó paterna, a grã-duquesa Josefina Carlota;
- Teresa - Como uma homenagem a sua avó materna, Maria-Teresa Batista Falla;
- Carlota - Como uma homenagem a sua bisavó, a grã-duquesa Carlota;
- Maria - Como uma homenagem à Virgem Maria;
- Guilhermina - É a versão feminina de Guilherme, um nome bastante comum entre os membros da família grão-ducal luxemburguesa.

### Educação
Inciialmente frequentou a escola primária local em Angelsberg, perto de Colmar-Berg e Fischbach, e depois finalizou sua educação no Liceu Vauban, uma escola francesa na Cidade de Luxemburgo, onde se formou com honras em 2009.
Depois estudou Psicologia e Ciências Sociais na Universidade Franciscana de Steubenville, nos Estados Unidos, e continuou os seus estudos na cidade de Paris na França, onde obteve uma licenciatura em filosofia. Estudou posteriormente no Trinity College, em Dublin, e na Escola Irlandesa de Ecumênica, onde obteve em 2017 um diploma de mestrado em estudos inter-religiosos com especialização em resolução de conflitos. 
Adquiriu experiência em jornalismo sobre o Meio Oriente em em relações internacionais quando fez um estágio no Conselho de segurança das Organização das Nações Unidas na cidade de Nova Iorque nos Estados Unidos. 
O seu idioma nativo é o luxemburguês, mas também Alexandra também fala fluentemente os idiomas francês, inglês e espanhol e tem um bom conhecimento de alemão e italiano. 

### Afilhados
A princesa Alexandra é madrinha de:
- S.A.R. Príncipe Gabriel de Nassau, seu sobrinho (filho do príncipe Luís de Luxemburgo), nascido em 15 de março de 2006.[2]

- S.A.R. a Princesa Amália de Nassau, sua sobrinha (filha do príncipe Félix de Luxemburgo), nascida em 15 de junho de 2014.[3]

### Hobbies
A princesa Alexandra é uma tenista de alto nível, porém também gosta de esqui alpino e esqui aquático, entre outros esportes. Quando estudava, praticou ginástica rítmica, dança e natação. Também gosta de literatura. 

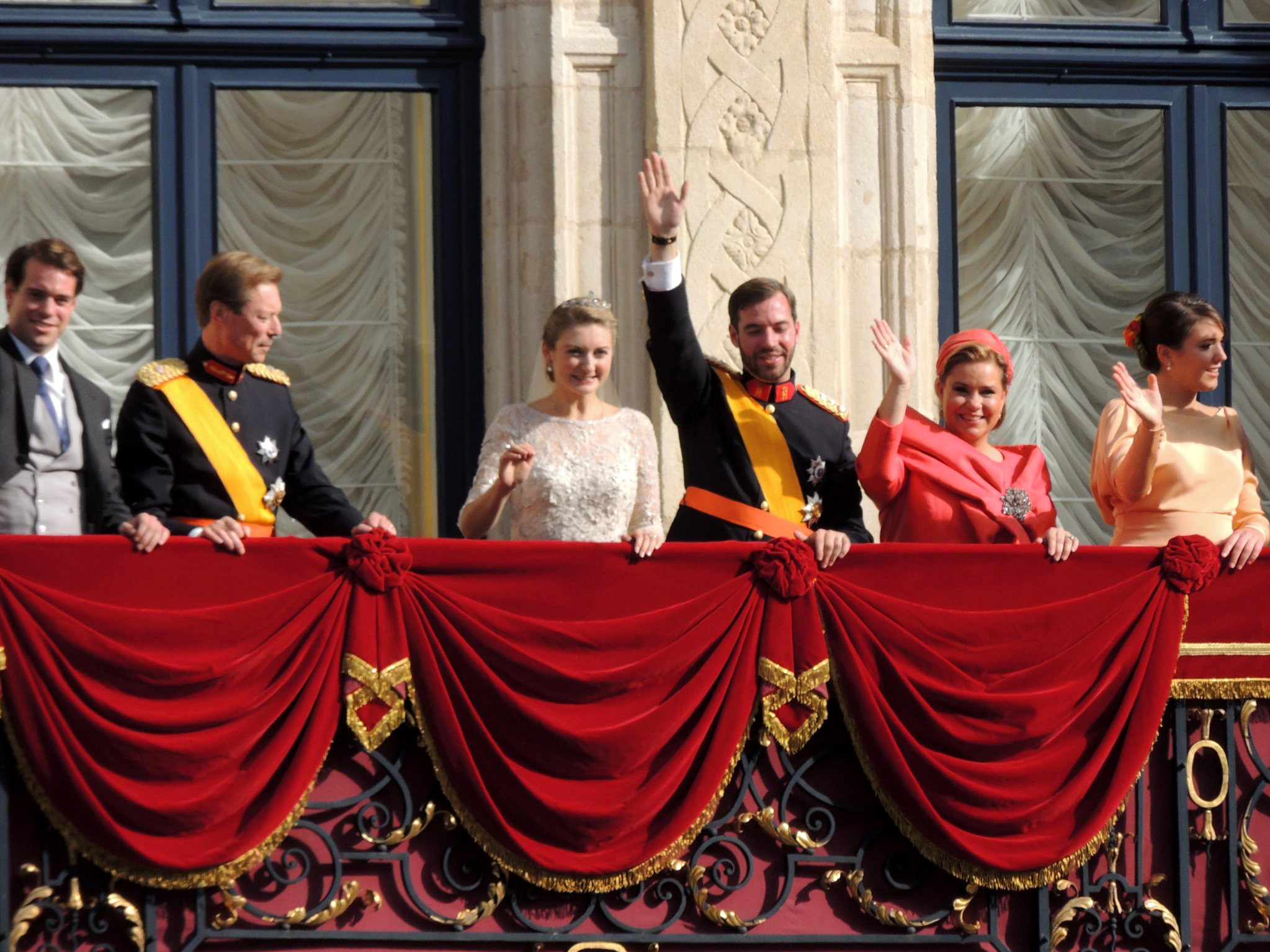
Alexandra, à direita, no casamento do irmão mais velho, Guilherme

## Atividades oficiais
Quando possível, Alexandra participa das atividades oficiais da família grão-ducal luxemburguesa e está presente em algumas cerimônias ou eventos oficiais, como o Dia Nacional de Luxemburgo. Em novembro de 2017, acompanhou o seu pai, o Henrique, Grão-Duque de Luxemburgo, a uma visita de estado ao Japão. Em março de 2018, marcou presença em alguns eventos da visita de estado do Luxemburgo a França.
Além disto, é parocinadora da Lëtzebuerger Déiereschutzliga e a Fundação Lëtzebuerger Blannevereenegung.

## Noivado e casamento
No dia 7 de novembro de 2022, os Grão-Duques anunciaram o noivado da princesa Alexandra com o francês Nicolas Bagory. Nascido em 11 de novembro de 1988, Bagory cresceu na Bretanha e estudou ciência política e clássicos, trabalhando atualmente a na criação de projetos sociais e culturais.
Alexandra e Nicolas se casaram no civil em 22 de abril de 2024 e numa cerimónia religiosa, realizada em Bormes-les-Mimosas, na Provença francesa, em 29 de abril de 2023.   

### Descendência
A Casa Grão-Ducal anunciou que Alexandra esperava o primeiro filho em dezembro de 2023. 
Em 14 de Maio de 2024, a Princesa Alexandra de Luxemburgo deu a luz a sua primeira filha Victorie de Nassau Bagory.

## Títulos, estilos e honras
- 16 de fevereiro de 1991 - até o momento: Sua Alteza Real, a Princesa Alexandra de Luxemburgo, Princesa de Nassau e Princesa de Parma

### Honrarias
Em 2009, no seu 18º aniversário, ela tornou-se membro da Ordem do Leão Dourado da Casa de Nassau, o que é uma novidade para uma princesa luxemburguesa. Todos os rapazes da família nascem membros da ordem, portanto, não era comum para os membros femininos da família tornarem-se membros; as tias de Alexandra, a arquiduquesa Maria Astrid da Áustria e a princesa Margarida de Liechtenstein, são apenas membros da Ordem Menor do Mérito da Adolphe de Nassau, a qual Alexandra também é, como todas as princesas nascidas da família.
- Dama Grande Cruz da Ordem de Adolfo de Nassau (16/02/2009).
- Dama da Ordem de Leão de Ouro da Casa de Nassau (23/06/2009).
- Dama da Ordem da Preciosa Coroa (27/10/2017).